# Мамажанова, Жанна Канатовна
Жа́нна Кана́товна Мамажа́нова (род. 26 января 1994, Семипалатинск) — казахстанская легкоатлетка, специалистка по бегу на длинные дистанции и марафону. Выступает за сборную Казахстана по лёгкой атлетике с 2017 года, победительница первенств национального значения, призёрка ряда крупных международных стартов, действующая рекордсменка страны в марафоне, участница летних Олимпийских игр в Токио. Мастер спорта международного класса Республики Казахстан.

## Биография
Жанна Мамажанова родилась 26 января 1994 года в Семипалатинске, Казахстан. Занималась лёгкой атлетикой в Алма-Ате и Усть-Каменогорске, проходила подготовку под руководством тренера Бориса Андреевича Жгира.
Первых серьёзных успехов добилась в начале 2010-х годов, становилась призёркой казахстанских национальных первенств в беге на средние дистанции, преимущественно в дисциплинах 1500 и 3000 метров.
В середине 2010-х годов перешла на более длинные дистанции, в частности отметилась победой на полумарафоне в Алма-Ате, одержала победу в беге на 10 000 метров на чемпионате Казахстана в Алма-Ате.
В 2017 году дебютировала на марафонской дистанции, финишировала пятой на Ганноверском и Астанинском марафонах.
В 2018 году стала чемпионкой Казахстана в дисциплинах 5000 и 10 000 метров. В составе казахстанской сборной стартовала на чемпионате мира по полумарафону в Валенсии, где с результатом 1:22:35 заняла итоговое 106-е место.
В 2019 году вновь выиграла чемпионат Казахстана в беге на 10 000 метров, отметилась победой на полумарафоне в Алма-Ате, была восьмой на Рижском марафоне и 33-й на Берлинском марафоне.
В 2021 году помимо выступления на нескольких коммерческих стартах во Франции стала второй на Ташкентском международном марафоне и с результатом 2:29:01	победила на марафоне в австрийском Фюрстенфельде. Выполнив олимпийский квалификационный норматив (2:29:30), удостоилась права защищать честь страны на летних Олимпийских играх в Токио — в программе марафона показала время 2:37:42, расположившись в итоговом протоколе соревнований на 46-й строке.
В 2022 году финишировала третьей на Роттердамском марафоне, установив ныне действующий рекорд Казахстана — 2:26:54. Также с результатом 2:31:15	заняла 21-е место в марафоне на чемпионате мира в Орегоне.
За выдающиеся спортивные достижения удостоена почётного звания «Мастер спорта международного класса Республики Казахстан».